# Neogastropoda

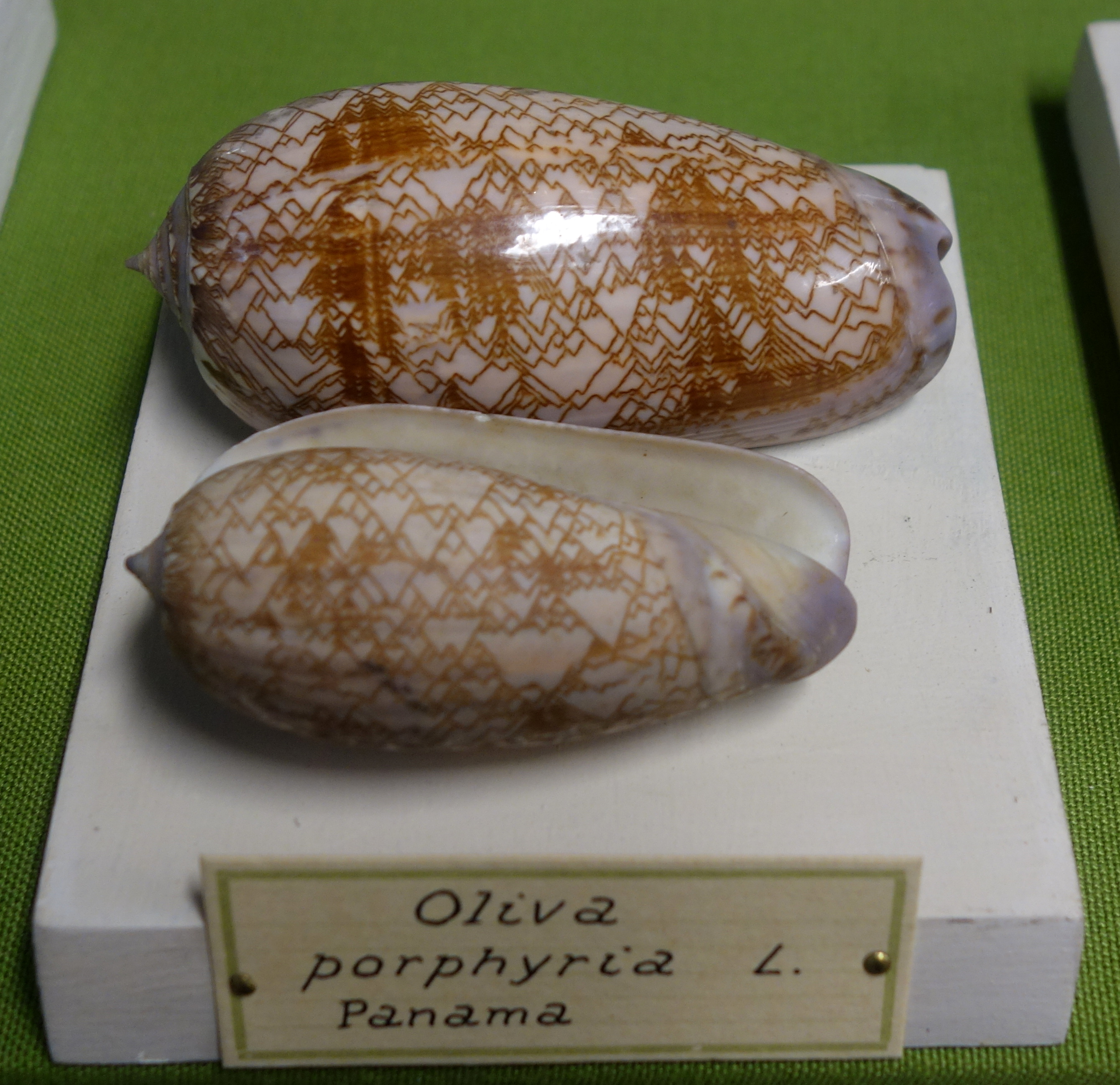
Oliva porphyria

I Neogasteropodi (Neogastropoda Wenz, 1938) sono un ordine di molluschi gasteropodi della sottoclasse Caenogastropoda.  Sono anche detti Stenoglossi.

## Descrizione
Neogastropoda comprende un gruppo molto diversificato di gasteropodi marini predatori con oltre 16.000 specie viventi. I neogastropodi sono dominanti in molti ambienti bentonici e raggiungono la loro massima diversità nei mari tropicali. La caratteristica più importante di Neogastropoda è il loro comportamento predatorio attivo (la maggior parte delle specie sono carnivore), che è stato ottenuto dopo importanti cambiamenti morfologici tra cui, ad esempio, l'allungamento del canale sifonale, uno spostamento nell'apertura della bocca in una posizione terminale sulla testa e la formazione di una proboscide ben sviluppata.
Storicamente i Neogastropodi sono stati considerati un gruppo naturale, chiaramente differenziato dagli altri Caenogastropodi e pertanto considerati un gruppo monofiletico sulla base di diverse sinapomorfie per lo più legate all'anatomia dell'apparato digerente. Tuttavia analisi filogenetiche recenti, basate su dati completi del genoma mt hanno concordato nel rifiutare la monofilia del Neogastropoda a causa dell'inclusione dei lignaggi Littorinimorpha all'interno del gruppo.
La documentazione fossile disponibile dei Neogastropoda è piuttosto completa e supporta uno scenario evolutivo ampiamente accettato di un'origine del gruppo nel Cretaceo inferiore seguito da due cicli di rapida diversificazione rispettivamente nel tardo Cretaceo e nel Paleocene.

## Tassonomia
Secondo la tassonomia attualmente accettata, l'ordine contiene le seguenti superfamiglie:
- Superfamiglia Buccinoidea Rafinesque, 1815
- Superfamiglia Conoidea J. Fleming, 1822
- Superfamiglia Mitroidea Swainson,1831
- Superfamiglia Muricoidea Rafinesque, 1815
- Superfamiglia Olivoidea Latreille, 1825
- Superfamiglia † Pholidotomoidea Cossmann, 1896
- Superfamiglia Turbinelloidea Rafinesque, 1815
- Superfamiglia Volutoidea Rafinesque, 1815

Appartengono inoltre a questo ordine una serie di famiglie, per lo più estinte, attualmente (2020) ancora non assegnate a nessuna superfamiglia:
- Famiglia Babyloniidae Kuroda, Habe & Oyama, 1971
- Famiglia Harpidae Bronn, 1849
- Famiglia † Johnwyattiidae Serna, 1979
- Famiglia † Perissityidae Popenoe & Saul, 1987
- Famiglia † Pseudotritoniidae Golikov & Starobogatov, 1987
- Famiglia † Purpurinidae Zittel, 1895
- Famiglia † Speightiidae Powell, 1942
- Famiglia Strepsiduridae Cossmann, 1901
- Famiglia † Taiomidae Finlay & Marwick, 1937